# Monte Castello di Vibio
Monte Castello di Vibio är en ort och kommun i provinsen Perugia i regionen Umbrien i Italien. Kommunen hade 1 514 invånare (2018).